# Oostzee
De Oostzee of, in het Nederlands minder gebruikelijk, Baltische Zee is een randzee van de Atlantische Oceaan die ruwweg tussen Zweden, Finland, Polen, Duitsland, Denemarken, Rusland en de Baltische staten ligt. In het noorden en oosten bevinden zich als uitlopers de Botnische Golf, de Finse Golf en de Golf van Riga. Via de Sont, Grote Belt en Kleine Belt staat de zee in verbinding met het Kattegat, Skagerrak en de Noordzee.

## Ontstaan
| Holoceen                               | Oostzee          | 5000 - 0        |
| Holoceen                               | Littorinazee     | 8500 - 5000     |
| Holoceen                               | Ancylusmeer      | 10.700 - 8500   |
| Holoceen                               | Yoldiazee        | 11.600 - 10.700 |
| Pleistoceen                            | Baltisch IJsmeer | 15.000 - 11.600 |
| Ouderdomfases gebaseerd op Björck 2008 |                  |                 |

De Oostzee ontstond in stappen nadat de Scandinavische ijskap zich aan het eind van het Weichselien terugtrok, eerst in de vorm van een zoetwatermeer, het Baltische IJsmeer. Na het eind van het Jonge Dryas vormde zich in Midden-Zweden op de lijn Göteborg-Stockholm een zeestraat, waardoor het ijsmeer zout werd en de Yoldiazee ontstond. Door postglaciale opheffing sloot de zeestraat zich na verloop van tijd weer en werd het opnieuw een geïsoleerd zoetwatermeer, dit keer Ancylusmeer geheten. Door het stijgen van het globale eustatische zeeniveau, kwamen de zeestraten in Denemarken, de Grote Belt en de Sont onder water te staan. Hierdoor ontstond geleidelijk aan de Littorinazee; de directe voorloper van de huidige Oostzee.
De zee bestaat pas sinds het 6e millennium v.Chr. Qua vorm doet de Oostzee sterk denken aan een hoofdrivier met zijrivieren (Finse Golf en Botnische Golf). Uit geologisch onderzoek is inderdaad gebleken dat in het Pleistoceen hier een rivier moet hebben gelegen: de Eridanos. Door morfologische processen als gevolg van ijstijden is het landschap van de Oostzee en de omringende landmassa's echter sterk afgevlakt.

## Kenmerken

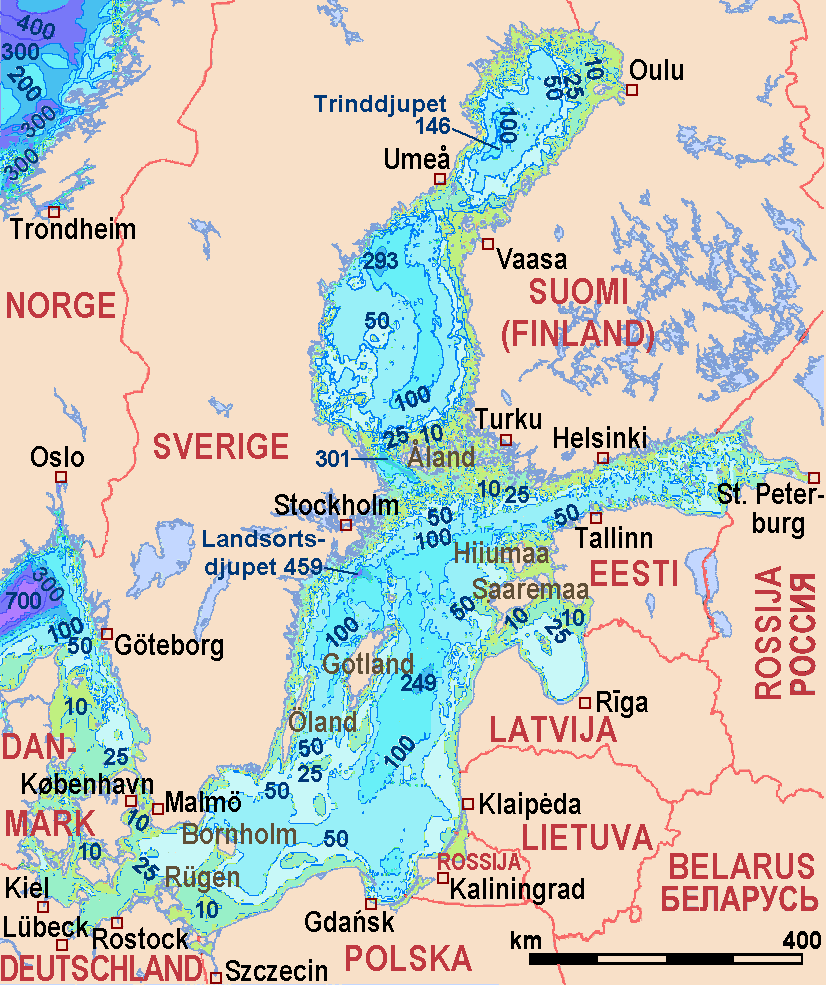
Waterdiepten van de Oostzee in meters

De gemiddelde diepte van de Oostzee ligt tussen de 70 en 100 meter, en het diepste punt, de Landsortsdiepte, op 459 meter onder de zeespiegel. De waterinhoud is zo’n 22.000 km³.
De Oostzee is brakker dan de Noordzee ten gevolge van de grote aanvoer van rivierwater en de geringe verdamping. Ongeveer 250 rivieren monden uit in de Oostzee en deze brengen zo’n 470 km³ zoet water in. Per jaar stroomt zo’n 1600 km³ water uit de Oostzee via de straten tussen Denemarken en Zweden naar de Atlantische Oceaan. Een tegenstroom van zouter en zwaarder water brengt ongeveer driekwart hiervan terug, anders had de Oostzee allang zoet water gehad. Nabij de Belten wisselt het zoutgehalte van het oppervlaktewater, afhankelijk van de wind, tussen 10‰ en 22‰. In de uiteinden van de Botnische en de Finse Golf daalt het tot minder dan 3‰; op grotere diepte in de bekkens is het zoutgehalte echter aanzienlijk hoger. 's Winters daalt de oppervlaktetemperatuur op vele plaatsen tot beneden het vriespunt en treedt vooral langs de kusten en in het noorden en oosten veel ijsvorming op.
Het waterniveau in de Oostzee varieert met de luchtdruk. In het algemeen leidt een daling van de luchtdruk met 1 hectopascal (hPa) tot een stijging van het waterniveau met 1 centimeter. Het gemiddeld niveau van de zeespiegel is 0 centimeter bij een gemiddelde luchtdruk van 1013 hPa. In de regio varieert de luchtdruk tussen de 950 en 1050 hPa gedurende het jaar, waardoor het waterniveau tussen 63 centimeter hoger en 37 centimeter lager kan komen te liggen. De zeespiegel kan binnen de regio ook sterk variëren: een lagedrukgebied in de Botnische Golf gecombineerd met een hogedrukgebied in het zuiden van de Oostzee kan tot een hoogteverschil leiden van maximaal 2 meter. Gedurende een jaar is de zeespiegel hoog in de herfst en winter wanneer lagedrukgebieden frequent voorkomen en de westenwind krachtig is. In de lente en zomer is de wind zwakker en de luchtdruk veelal hoger.
De Oostzee heeft slechts een gering getijverschil: tot enkele decimeters hoogteverschil bij de Sont tot ongeveer 10 centimeter verder naar het oosten. In de zomer kan het waterpeil hoger staan als het smeltwater de zee bereikt. Een aanhoudende wind uit het westen kan het waterpeil in de Finse Golf doen stijgen met overstromingen tot gevolg. Sint Petersburg leed onder grote overstromingen in 1824 en september 1924. In 1924 werd het waterpeil van de Neva zo met bijna 4 meter opgestuwd en grote delen van de stad kwamen onder water te staan. Om de stad hiertegen te beschermen is de Sint-Petersburgdam aangelegd.
De enkele grote en vele kleine meren die in Rusland tussen Sint-Petersburg en Belomorsk liggen, maken via enkele rivieren en een groot aantal kanalen een alternatieve waterweg tussen de Oostzee en de Barentszzee.

## Geografie

### Begrenzing

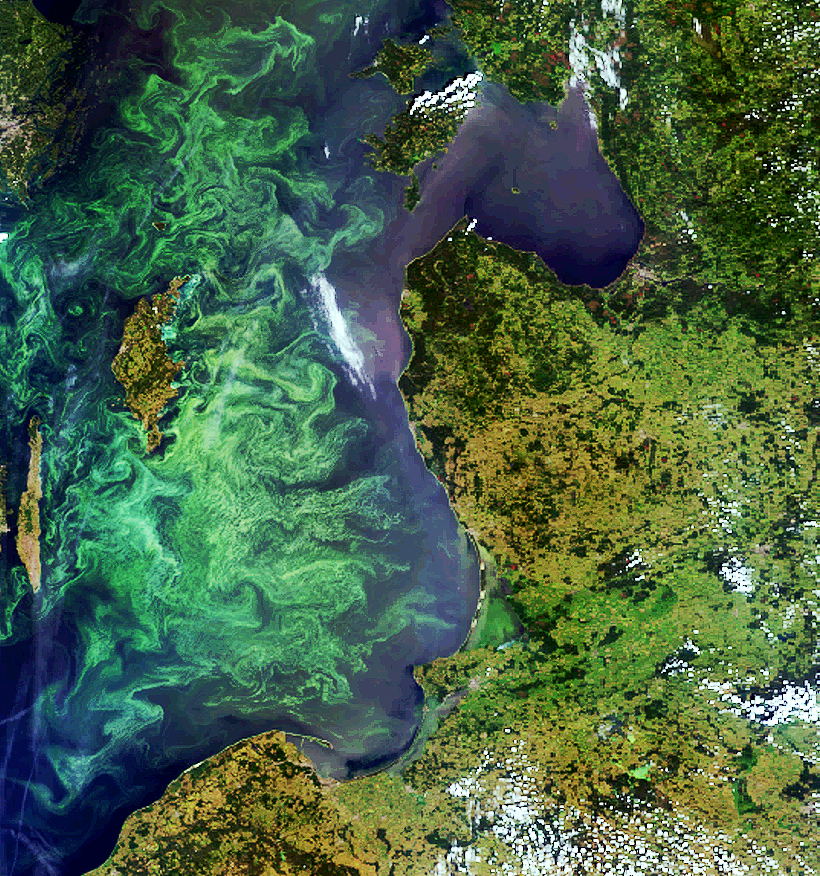
Fytoplankton woekert in de Oostzee in de zomer van 2005. Opname door de MERIS-spectrometer van de Envisat-satelliet.

Met de wijzers van de klok meegaand, grenzen de volgende landen aan de Oostzee:
- Denemarken (Bornholm en Ertholmene)
- Zweden
- Finland
- Rusland (Sint-Petersburg en omgeving)
- Estland
- Letland
- Litouwen
- Rusland (oblast Kaliningrad)
- Polen
- Duitsland

Tot de Oostzee in ruime zin behoren ook de Botnische Golf, de Finse Golf, de Golf van Riga en kleinere baaien ('bochten') en haffen langs de kust van Duitsland, Polen, Rusland en Litouwen.
Voor Letland, Litouwen, Rusland en Polen ligt de Oostzee in het geheel niet ten oosten van dat land. Zij noemen in hun taal deze zee dan ook de "Baltische Zee". Hetzelfde geldt geografisch voor Finland, maar in het Fins gebruikt men toch de naam Oostzee.
Estland is hier echter de grootste uitzondering: in het Ests heet deze zee namelijk de Westzee ("Läänemeri").

### Afwatering en rivieren
Estland, Letland, Litouwen en Polen wateren voor 100% af op de Oostzee, de andere landen gedeeltelijk. Ook Tsjechië, Slowakije, Oekraïne en Wit-Rusland lozen deels hun oppervlaktewater indirect in de Oostzee.
De belangrijkste rivieren die op de Oostzee afwateren zijn de Weichsel in Polen, de Oder nabij de Pools-Duitse grens, de Westelijke Dvina in Letland en de Neva in Rusland.

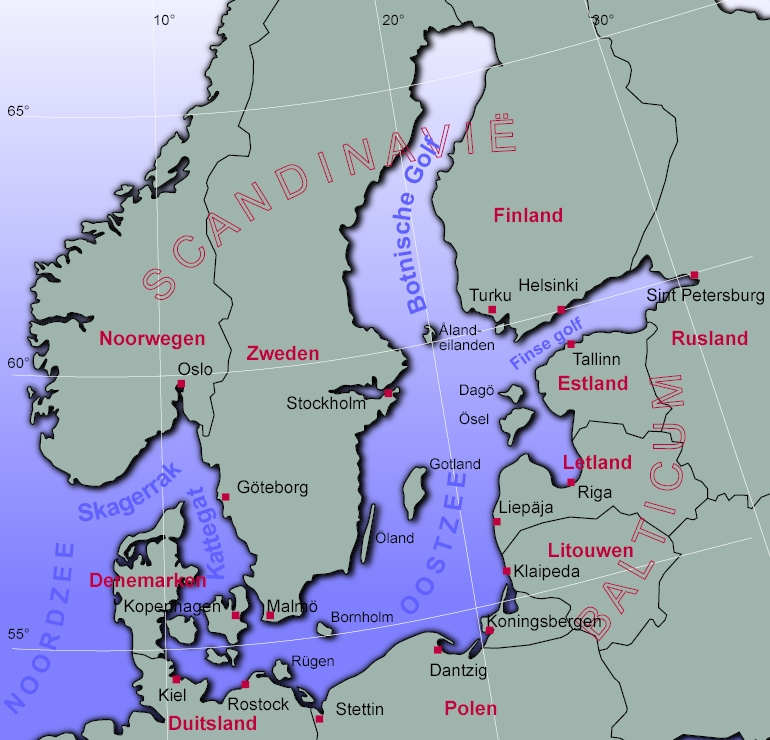
Een aantal havens en eilanden aan en in de Oostzee

| Naam             | Gemiddeld debiet | Lengte                                      | Stroomgebied | Staten                                                  | Langste stroomweg                                                                                |
| ---------------- | ---------------- | ------------------------------------------- | ------------ | ------------------------------------------------------- | ------------------------------------------------------------------------------------------------ |
| Newa             | 2500 m³/s        | 74 km (nominaal) 860 km (hydrologisch)      | 281.000 km²  | Rusland, Finland (Vuoksi, stroomt in het Ladogameer)    | Suna (280 km) → Onegameer (160 km) → Svir (224 km) → Ladogameer (122 km) → Newa                  |
| Weichsel         | 1080 m³/s        | 1047 km                                     | 194.424 km²  | Polen, zijrivieren van Wit-Rusland, Oekraïne, Slowakije |                                                                                                  |
| Westelijke Dvina | 678 m³/s         | 1020 km                                     | 87.900 m²    | Rusland (bron), Letland                                 |                                                                                                  |
| Memel            | 678 m³/s         | 937 km                                      | 98.200 km²   | Wit-Rusland (bron), Litouwen, Rusland                   |                                                                                                  |
| Kemijoki         | 556 m³/s         | 550 km (Hoofdrivier) 600 km (riviersysteem) | 51.127 km²   | Finland, Noorwegen (bron van de Ounasjoki)              | langere zijrivier Kitinen                                                                        |
| Oder             | 540 m³/s         | 866 km                                      | 118.861 km²  | Tsjechië (bron), Polen, Duitsland                       |                                                                                                  |
| Lule älv         | 506 m³/s         | 461 km                                      | 25.240 km²   | Zweden                                                  |                                                                                                  |
| Narwa            | 415 m³/s         | 77 km (nominaal) 652 km (hydrologisch)      | 56.200 km²   | Rusland (bron van de Velikaja), Estland                 | Velikaja (430 km) → Peipusmeer (145 km) → Narwa                                                  |
| Torne älv        | 388 m³/s         | 520 km (nominaal) 610 km (hydrologisch)     | 40.131 km²   | Noorwegen (bron boven de Torneträsk), Zweden, Finland   | Válfojohka → Kamajåkka → Abiskojaure → Abiskojåkka (samen 40 km)→ Torneträsk (70 km) → Torne älv |

### Eilanden
De grootste eilanden in de Oostzee zijn:
- Gotland (Zweden)
- Öland (Zweden)
- Saaremaa (Estland)
- Hiiumaa (Estland)
- Rügen (Duitsland)
- Bornholm (Denemarken)
- Archipel van Åland (Finland)

### Havens
Grote havenplaatsen direct of indirect aan de Oostzee zijn:
- Luleå (in Noord-Zweden)
- Stockholm (Zweden)
- Karlskrona (in Zuid-Zweden)
- Malmö (Zweden)
- Trelleborg (tussen Malmö en Karlskrona in Zuid-Zweden)
- Turku (Finland)
- Helsinki (Finland, aan de Finse Golf)
- Kotka (Finland, aan de Finse Golf)
- Primorsk (Rusland)
- Sint-Petersburg (Rusland)
- Oest-Loega (Rusland)
- Tallinn (Estland, eveneens aan de Finse Golf)
- Paldiski (Estland, aan de Finse Golf)
- Riga (Letland, bij de Golf van Riga)
- Ventspils (Letland)
- Liepāja (Letland)
- Klaipėda (Litouwen)
- Kaliningrad (Rusland)
- Gdańsk (Polen)
- Gdynia (Polen)
- Szczecin (Polen)
- Świnoujście (Polen)
- Rostock (Duitsland)
- Lübeck (Duitsland)
- Kiel (Duitsland)

## Handelsfunctie
De Oostzee heeft vanaf de middeleeuwen (o.a. de Duitse Hanze) een belangrijke functie vervuld als waterwegverbinding tussen de omliggende landen, een functie die versterkt is met de opening van het Nord-Ostsee Kanal in 1895.
Al rond 1500 voeren jaarlijks honderden Nederlandse schepen naar Danzig en andere Oostzeehavens om graan te kopen. Het graan was daar goedkoop omdat adellijke grootgrondbezitters op grote schaal graan lieten verbouwen door horige boeren. Deze handel werd de Moedernegotie genoemd omdat het de belangrijkste handel was van de Republiek in de 16e en 17e eeuw.

## Natuur en milieu
Er zijn slechts vier soorten zoogdieren in de Oostzee: drie zeehonden en een bruinvis die tot de tandwalvissen behoort. De Baltische ringelrob verschilt zo veel van zijn voorouder dat hij nu wordt geclassificeerd als zijn eigen ondersoort, de Baltische ringelrob. Geringelde zeehonden en grijze zeehonden kwamen in de vroege jaren 1900 nog veel voor, maar hun aantal daalde als gevolg van jacht en vervuiling.
De Baltische visfauna is een mengsel van mariene soorten zoals kabeljauw, haring, heek, schol, tong, schorpioenvis en tarbot, en zoetwatersoorten zoals baars, snoek en witvis.
Volgens Fins zoöloog Marko Reinikainen worden veel soorten leven in de Oostzee met uitsterven bedreigd. Er zou steeds minder vers oceaanwater de Oostzee instromen. Het Kattegat, de smalle toegang tot de Oostzee, wordt steeds ondieper doordat de zeebodem daar stijgt. Door deze natuurlijke drempel gedijen in de Oostzee steeds meer blauwe en groene algen. De algen verstikken andere soorten leven in de zee waaronder de kabeljauw, die inmiddels zeldzaam is geworden. Marko Reinikainen zegt dat grote gedeelten van de zee ecologisch dood zijn.

### Extreem winterweer in 2010-2011

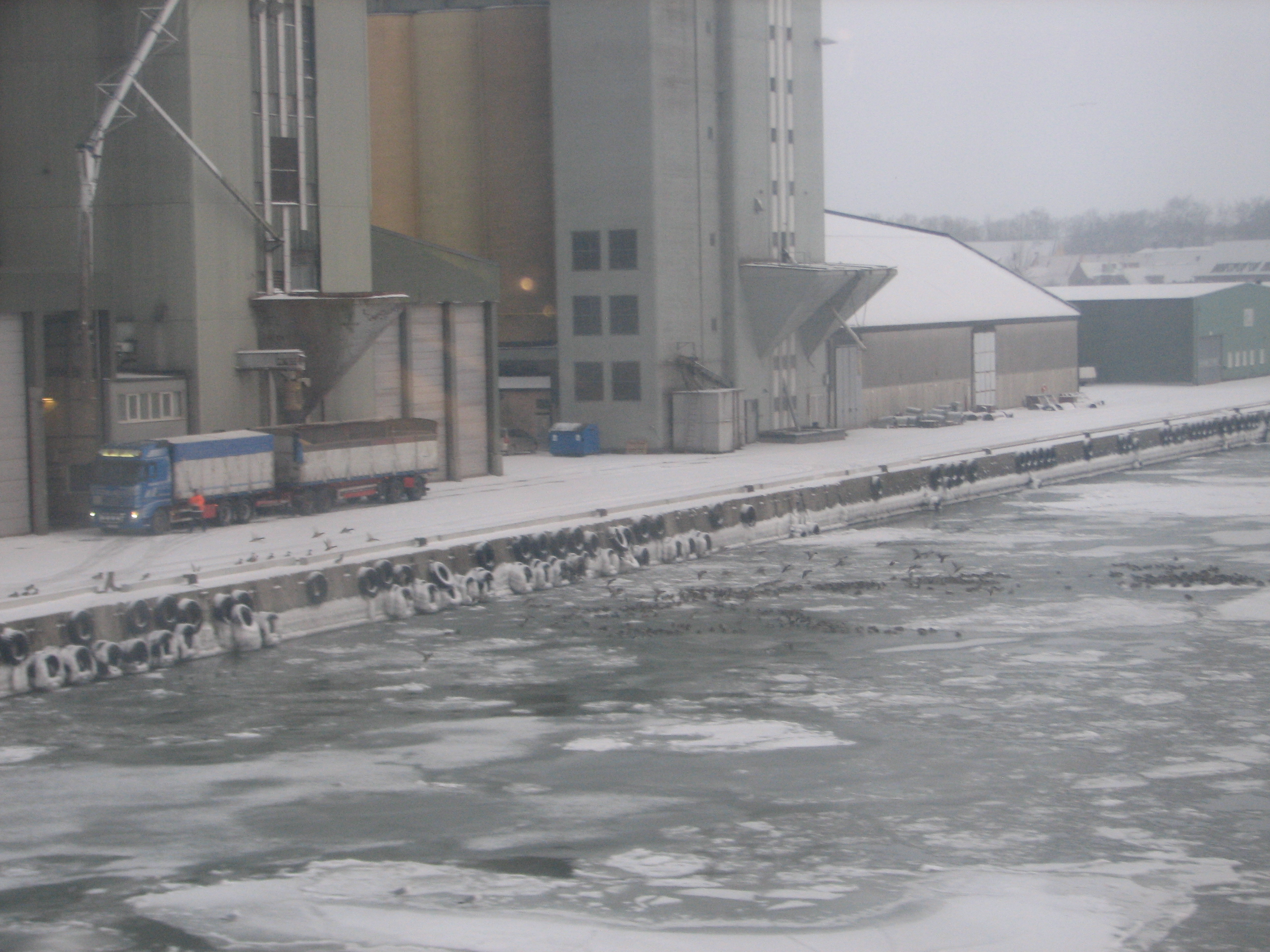
IJs in Ystad haven februari 2011

Ieder jaar raakt een gedeelte van de Oostzee bevroren. In de winter van 2010-2011 raakte ongeveer 2/3 van de Oostzee bevroren, iets dat sinds de jaren '80 niet meer was voorgekomen. Niet alleen de grote oppervlakte, maar ook de dikte van het ijs (50–60 cm) was extreem. Bij een dergelijke dikte kunnen ijsbrekers zelfs niet meer voor doorvaart zorgen.
In Finland en Estland konden wegen op het ijs aangelegd worden, zodat ook de eilanden voor de kust bereikbaar bleven. Voor de kust van Gdańsk, toch een van de meest zuidelijk gelegen havens, kon op het ijs gelopen worden. Een van de oorzaken van het extreme weer was een harde wind, die er tevens voor zorgde dat er stuwijs ontstond, soms met brokken ijs van 20 meter hoog.
Ook in het zuidwesten leverde het ijs problemen op. Zo waren de havens van Køge en Ystad door een harde westenwind moeilijk bevaarbaar geworden door ijsvorming waardoor de veerdienst van en naar Bornholm alleen nog met de Povl Anker bediend kon worden. Ook de havens van Trelleborg en Simrishamn waren moeilijk bereikbaar geworden.